# Мотострілецькі війська Росії
Мотострілецькі війська — рід військ в Сухопутних й Берегових військах ЗС Росії, призначений для широкомасштабного ведення військових (бойових) дій на суші у ході виконання операцій як самостійно, так і спільно з іншими родами військ та сил.

## Історія

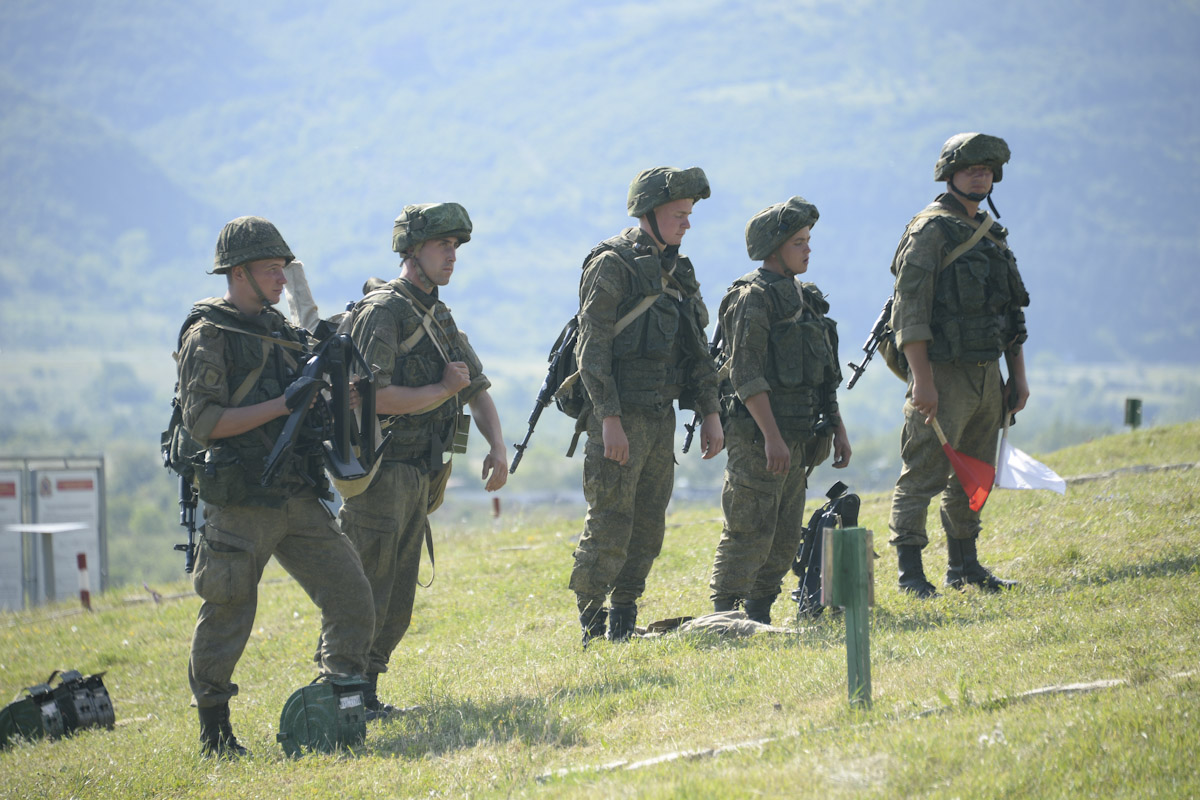
Мотострільці 4-ї військової бази на високогірному полігоні в окупованій Росією Південній Осетії (Грузія)

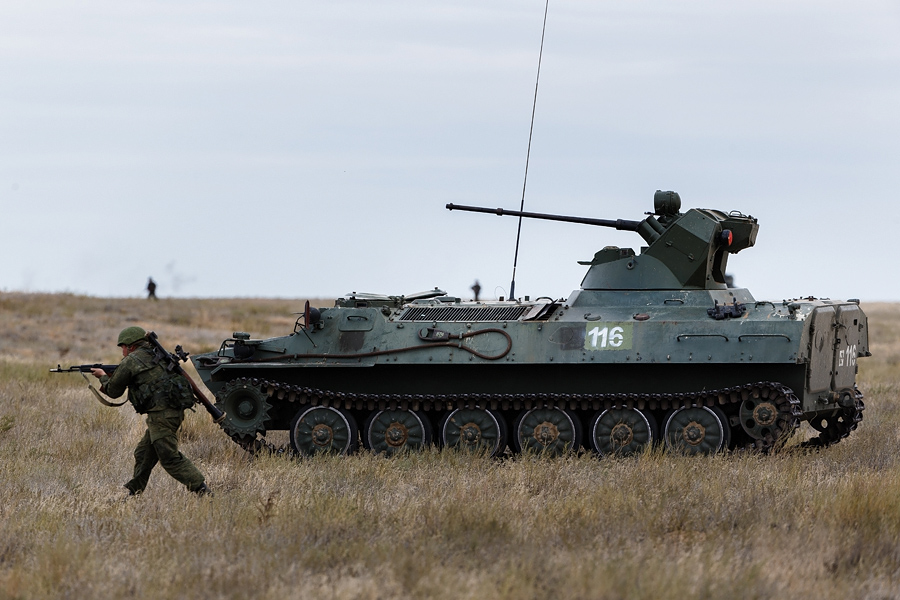
Мотострільці 17-ї окремої мотострілецької бригади в ході навчань «Центр-2015» на полігоні Ашулук (Астраханська область)

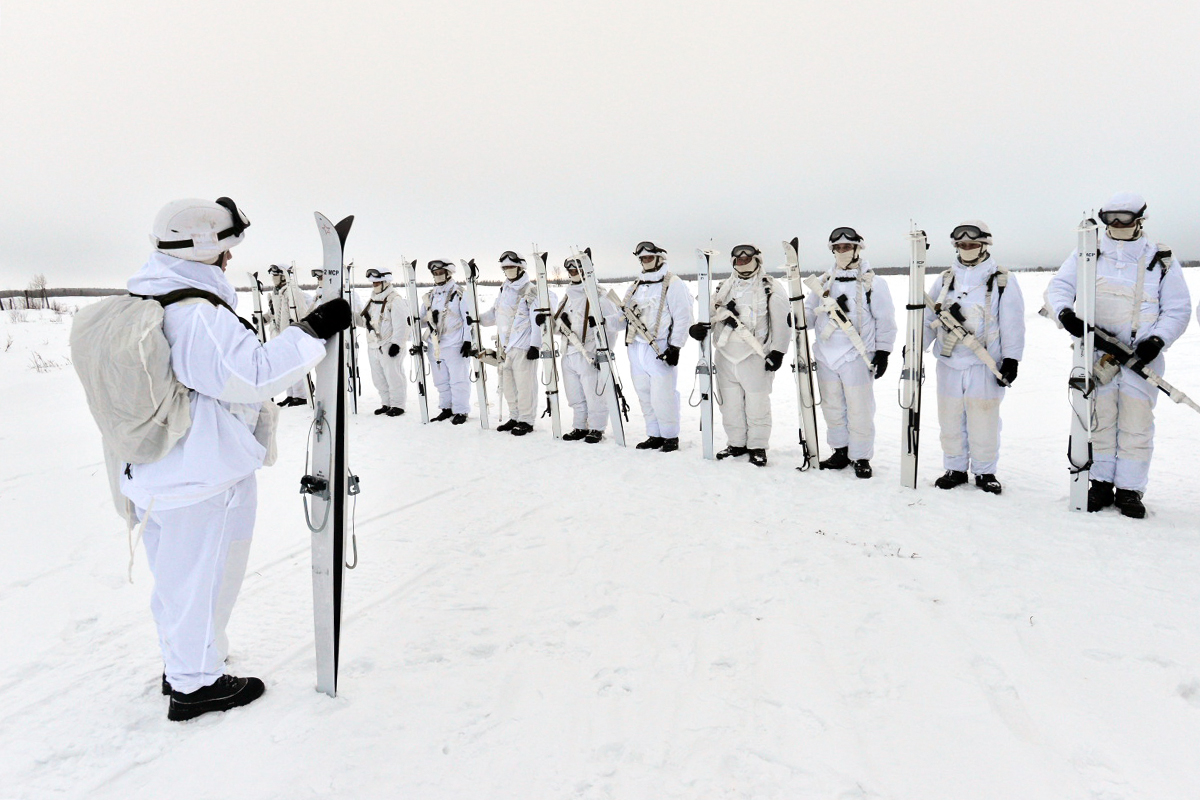
Заняття з управління оленячими і собачими упряжками з мотострільцями 80-ї окремої мотострілецької бригади (арктичної) (с. Ловозеро, Мурманська область). 23 січня 2017

### Створення
Мотострілецькі війська ЗС РФ виникли 7 травня 1992 року після переговорів держав-учасниць СНД щодо розділу військових формувань колишніх ЗС СРСР, який розвалився. До Збройних сил РФ відійшли всі мотострілецькі з'єднання на території колишньої РРФСР, а також наступні мотострілецькі з'єднання з територій республік, раніше окупованих СРСР:
- 15-та мотострілецька Сивасько-Штеттинська дивізія в Вірменії
- 59-а гвардійська мотострілецька Краматорська в Молдові
- 107-ма мотострілецька дивізія в Литві
- 127-ма мотострілецька дивізія в Вірменії
- 144-та гвардійська мотострілецька в Естонії
- 145-та мотострілецька дивізія в Грузії
- 147-ма мотострілецька дивізія в Грузії
- 201-ша мотострілецька Гатчинська в Таджикистані

З'єднання з Прибалтики й Грузії були виведені в Росію й розформовані. Також виведена в Росію 39-та загальновійськова армія, що дислокувалися в Монголії з трьома мотострілецькими дивізіями:
- 12-та мотострілецька дивізія
- 41-ша мотострілецька дивізія
- 91-ша мотострілецька дивізія

127-ма мотострілецька дивізія в Вірменії і 201-ша мотострілецька дивізія в Таджикистані переформовані на 102-гу і 201-шу військові бази.
59-та мотострілецька дивізія у Молдавії переформована 1 червня 1997 року на 8-му окрему механізовану бригаду (розформована в 2005 р.).
Також відійшли до ЗС РФ частина мотострілецьких з'єднань зі складу ЗГВ, ПГВ і ЦГВ, що знаходилися на території країн Організації Варшавського Договору на момент Розпаду СРСР:

### ЗГВ у Східній Німеччині й Чехословаччині
- 20-та гвардійська мотострілецька Прикарпатсько-Берлінська дивізія (крім 29-го гв. мсп);
- 21-ша мотострілецька дивізія;
- 27-ма гвардійська мотострілецька Києво-Новобузька дивізія;
- 35-та мотострілецька Красноградська дивізія;
- 57-ма гвардійська мотострілецька Новобузька дивізія;
- 94-та гвардійська мотострілецька Звенигородсько-Берлінська дивізія;
- 33-й й 41-й мотострілецькі полки 207-ї мотострілецької Померанськоїдивізії;

### Північна група військ у Польщі
- 6-та гвардійська мотострілецька Вітебсько-Новгородська двічі Червонопрапорна дивізія;

### Центральна група військ в Угорщині
- 18-та гвардійська мотострілецька Інстербурзька Червонопрапорна дивізія;

### Громадянська війна у Таджикистані
201-ша мотострілецька дивізія брала участь у придушенні спротиву озброєної опозиції Таджикистану й здійснювала підтримку прикордонних військ з охорони і оборони таджико-афганського кордону.

## Структура мотострілецьких військ ЗС РФ
У МСВ, крім основних мотострілецьких, є танкові, артилерійські, протитанкові, зенітні, зенітні ракетні, а також спеціальні підрозділи й частини.

## Склад
Мотострілецькі бригади й полки Збройних сил РФ.
| Номер в/ч | Найменування військового формування | Місце розташування              |
| --------- | --- | ------------------------------- |
| 31135     | 1-й гвардійський мотострілецький Севастопольский Червонопрапорний ордена Олександра Невського полк                                                  | Калінінець                      |
| 66426     | 7-й окремий гвардійський мотострілецький Пролетарський Московсько-Мінський двічі Червонопрапорний, орденів Суворова і Кутузова полк                 | Калінінград                     |
| 31134     | 15-й гвардійський мотострілецький Шавлінський ордена Леніна Червонопрапорний полк                                                                   | Калінінець                      |
| 71718     | 70-й гвардійський мотострілецький полк | Шалі                            |
| 16544     | 71-й гвардійський мотострілецький Червонопрапорний, ордена Кутузова полк                                                                            | Каліновська                     |
| 31691     | 92-й мотострілецький Сестрорєцький Червонопрапорний полк                                                                                            | Душанбе                         |
| 91706     | 102-й мотострілецький Слонимсько-Померанський Червонопрапорний, орденів Суворова і Кутузова полк                                                    | Персіановський                  |
| 91708     | 103-й мотострілецький Червонопрапорний полк | Ростов-на-Дону                  |
| 24776     | 114-й гвардійський мотострілецький полк | Уссурійськ                      |
| 54306     | 149-й гвардійський мотострілецький Ченстоховський Червонопрапорний, ордена Червоної Зірки полк                                                      | Душанбе                         |
|           | 182-й мотострілецький полк | Займище                         |
| 83364     | 191-й мотострілецький Нарвський Червонопрапорний, ордена Олександра Невського полк                                                                  | Бохтар                          |
| 22316     | 228-й мотострілецький Севастопольский ордена Олександра Невського полк                                                                              | Катеринбург                     |
| 91711     | 252-й гвардійський мотострілецький полк | Богучар                         |
|           | 254-й гвардійський мотострілецький полк імені Олександра Матросова                                                                                  | Клинці                          |
| 65384     | 291-й гвардійський мотострілецький орденів Олександра Невського і Суворова полк                                                                     | Борзой                          |
| 25573     | 394-й мотострілецький Червонопрапорний полк | Сергіївка                       |
| 91701     | 423-й гвардійський мотострілецький Ямпольський Червонопрапорний орденів Суворова і Кутузова полк                                                    | Наро-Фомінськ                   |
| 12721     | 488-й мотострілецький Симферопольський Червонопрапорний, ордена Суворова полк імені Серго Орджонікідзе                                              | Клинці                          |
| 34670     | 752-й гвардійський мотострілецький Петроковський двічі Червонопрапорний, орденів Суворова, Кутузова і Богдана Хмельницького Волзький козацький полк | Валуйки й селище Солоти         |
| 66431     | 4-та гвардійська військова Вапнярсько-Берлінська Червонопрапорна орденів Суворова і Богдана Хмельницького база                                      | Цхінвал й селище Дзау           |
| 09332     | 7-га військова Краснодарська Червонопрапорна, орденів Кутузова і Червоної Зірки база                                                                | Гудаута                         |
| 04436     | 102-га військова Червонопрапорна база | Єреван й місто Гюмрі            |
| 92752     | 201-ша військова Гатчинська ордена Жукова, двічі Червонопрапорна база                                                                               | Душанбе і Курган-Тюбе           |
| 90600     | 15-та окрема гвардійська мотострілецька Берлінська Червонопрапорна, ордена Кутузова бригада                                                         | Рощинський                      |
| 20634     | 19-та окрема мотострілецька Воронізько-Шумлинська Червонопрапорна, орденів Суворова і Трудового Красного Знамени бригада                            | Владикавказ                     |
| 22220     | 20-та окрема гвардійська мотострілецька Прикарпатсько-Берлінська Червонопрапорна, ордена Суворова бригада                                           | Волгоград                       |
| 12128     | 21-ша окрема гвардійська мотострілецька Омсько-Новобузька Червонопрапорна, ордена Богдана Хмельницького бригада                                     | Тоцьке                          |
| 29760     | 25-та окрема гвардійська мотострілецька Севастопольська Червонопрапорна бригада імені Латиських стрільців                                           | Псков                           |
| 61899     | 27-я окрема гвардійська мотострілецька Севастопольська Червонопрапорна бригада імені 60-річчя СРСР                                                  | Мосрентген                      |
| 45863     | 30-та окрема мотострілецька бригада | Рощинський                      |
| 01485     | 34-та окрема мотострілецька бригада (гірська) | Сторожева-2 (КЧР)               |
| 41659     | 35-та окрема гвардійська мотострілецька Сталінградсько-Київська ордена Леніна, Червонопрапорна, орденів Суворова і Кутузова бригада                 | Алейськ                         |
| 06705     | 36-та окрема гвардійська мотострілецька Лозовська Червонопрапорна бригада                                                                           | Борзя                           |
| 69647     | 37-ма окрема гвардійська мотострілецька Донська козацька, Будапештська Червонопрапорна, ордена Червоної Зірки бригада імені Є. А. Щаденко           | Кяхта                           |
| 21720     | 38-ма окрема гвардійська мотострілецька Вітебська ордена Леніна, Червонопрапорна, ордена Суворова бригада                                           | Катеринославка                  |
| 35390     | 39-та окрема мотострілецька Червонопрапорна бригада                                                                                                 | Южно-Сахалінськ                 |
| 55115     | 55-та окрема мотострілецька бригада (гірська) переформована на 41-шу омсбр                                                                          | Кизил                           |
| 46102     | 57-ма окрема гвардійська мотострілецька Красноградська Червонопрапорна, ордена Суворова бригада                                                     | Бікін                           |
| 16871     | 60-та окрема мотострілецька Червонопрапорна бригада                                                                                                 | Камень-Риболов і с. Монастирище |
| 51460     | 64-та окрема мотострілецька бригада | Князе-Волконське-1              |
| 61424     | 69-та окрема Свирсько-Померанська Червонопрапорна, ордена Чорконої Зірки Амурська козацька бригада прикриття                                        | Бабстово                        |
| 21005     | 74-та окрема гвардійська мотострілецька Звенигородсько-Берлинська орденів Суворова і Кутузова бригада                                               | Юрга                            |
| 90151     | 79-та окрема гвардійська мотострілецька Інстербурзька двічі Червонопрапорна, ордена Суворова бригада                                                | Гусєв                           |
| 34667     | 80-та окрема мотострілецька бригада (арктична) | Алакуртті                       |
| 12676     | 126-та окрема Горловська Червонопрапорна, ордена Суворова бригада берегової оборони                                                                 | Перевальне                      |
| 63354     | 136-та окрема гвардійська мотострілецька Умансько-Берлінська Червонопрапорна, орденів Суворова, Кутузова і Богдана Хмельницького бригада,           | Буйнакськ                       |
| 02511     | 138-ма окрема гвардійська мотострілецька Красносільська ордена Леніна, Червонопрапорна бригада                                                      | Каменка                         |
| 08275     | 200-та окрема мотострілецька Печенгська Червонопрапорна, ордена Кутузова бригада (арктична)                                                         | Печенга-Луостарі                |
| 74814     | 205-та окрема мотострілецька козацька бригада | Будьонновськ                    |

## Озброєння
- БМП-1
- БМП-2
- БМП-2М
- БМП-3
- БТР-80А
- БТР-82А / АМ
- БТР-80
- МТ-ЛБ 6МБ
- МТ-ЛБ

## Монети
1 грудня 2017 року Банк Росії випустив в обіг 3 срібні монети номіналом 1 рубль «Мотострілецькі війська» в серії «Збройні сили Російської Федерації». На монетах зображені:
- емблема Сухопутних військ Збройних Сил РФ;
- червоноармієць, на другому плані: зліва — Спаська вежа Московського Кремля, праворуч — бронеавтомобіль БА-27;
- сучасний піхотинець і бойова машини піхоти Т-15[5]

## Галерея

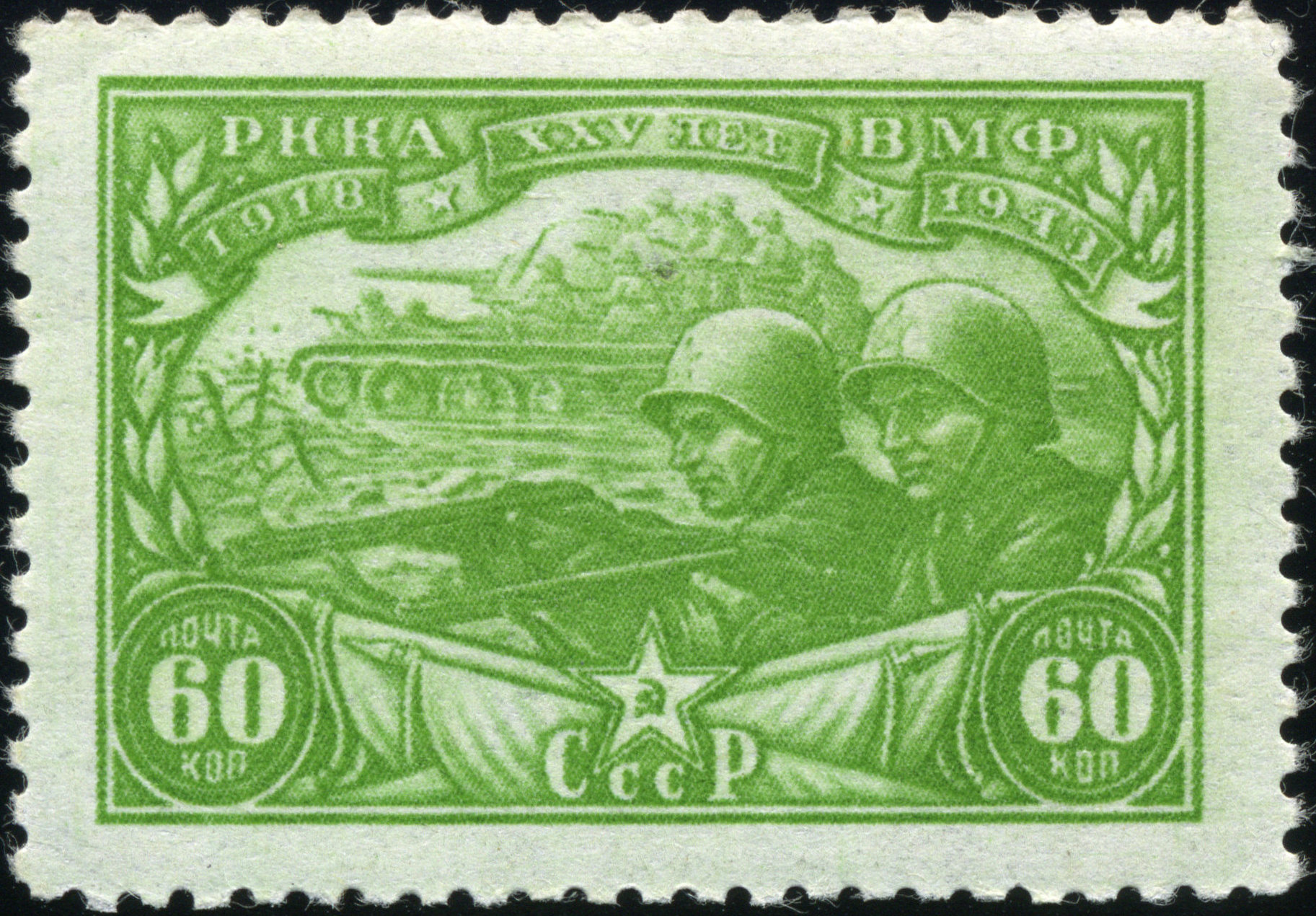
Піхота на танках і автоматники, зображені на поштовій марці   СРСР «25   років РККА і ВМФ   СРСР,  1918—1943»
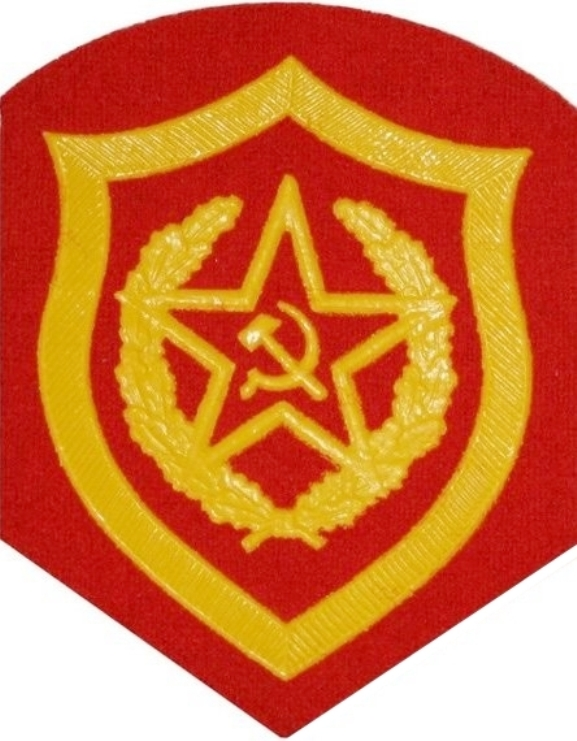
Нарукавний знак відмінності по роду військ : мотострілецькі війська ЗС   СРСР
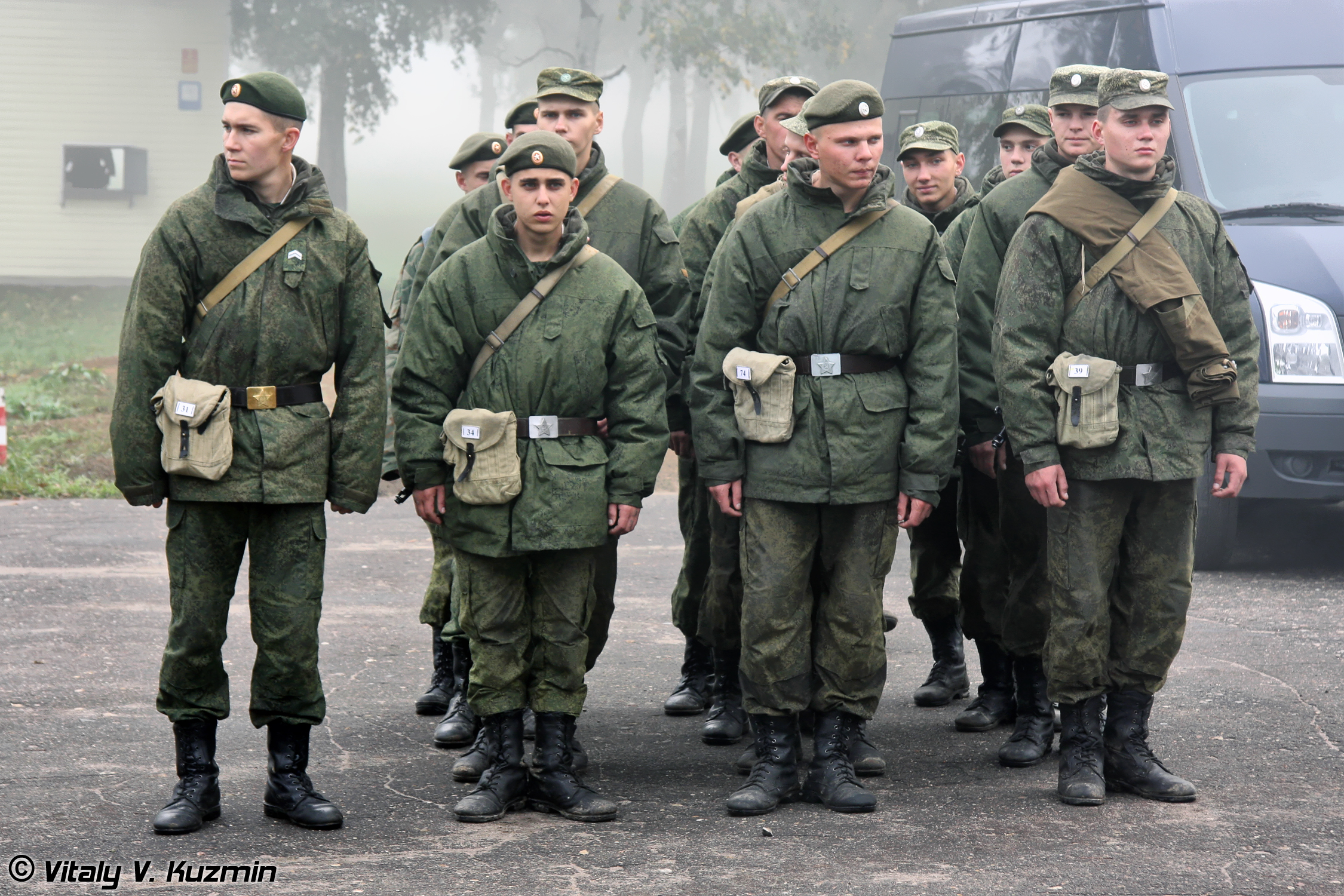
Побудова відділення військовослужбовців 5-ї гв. омсбр, «Воїн Співдружності   - 2011 ». Фото Віталія Кузьміна
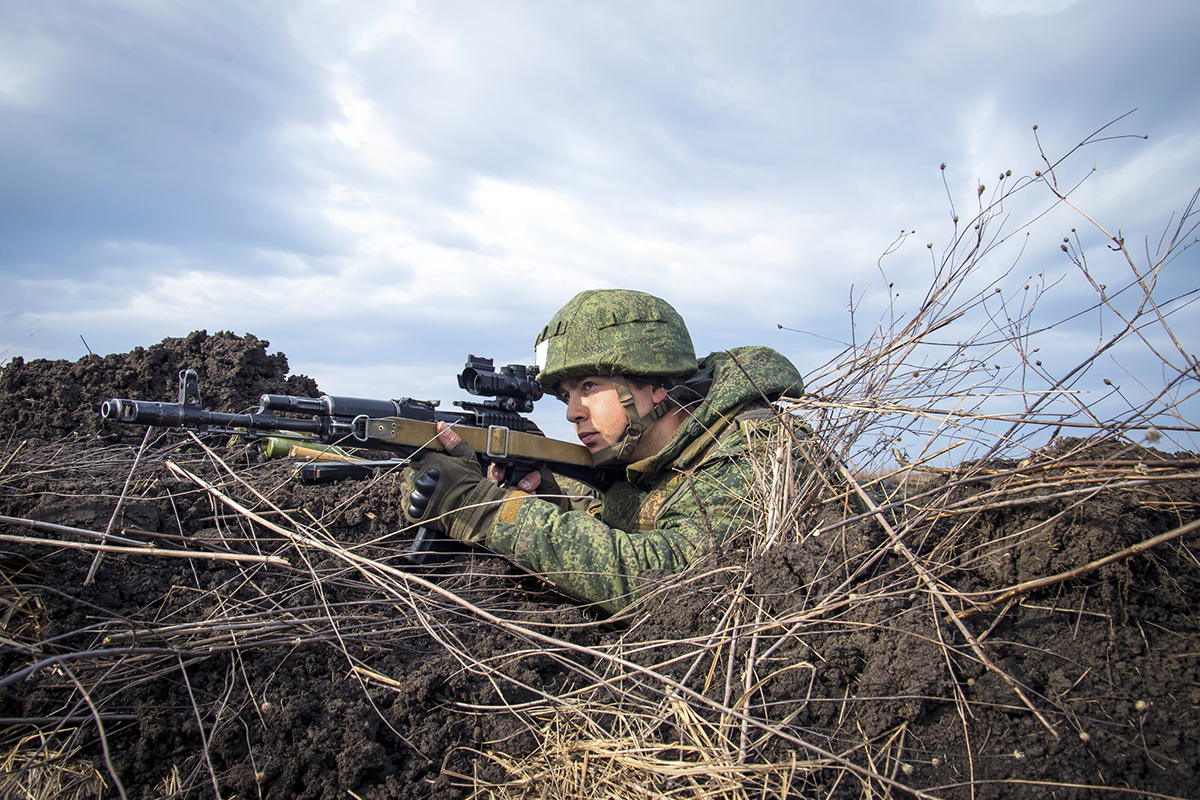
Мотострелок 205-й омсбр в ході тактичного навчання в 2017 році на полігоні Молькіно (Краснодарський край).